# Oman LNG
Oman LNG je ománská společnost joint venture. Byla založena vydáním Královského dekretu v roce 1994. Největším vlastníkem je stát Omán (51 %), následuje firma Royal Dutch Shell (30 %), Total (5,54 %), KOLNG (5 %), Partex (2 %), Mitsubishi (2,77 %), Mitsui (2,77 %) a Itochu (0,92 %). Společnost vyrábí a obchoduje se zkapalněným zemním plynem (anglicky: Liquefied Natural Gas, zkráceně LNG). Vedlejším produktem je kondenzát zemního plynu (anglicky: Natural gas liquids, zkráceně NGL). Zkapalňovací závod společnosti se nachází ve městě Kalhat, poblíž Súru v guvernorátu Jižní aš-Šarkíja.